# Medicina trasfusionale
La medicina trasfusionale è la branca della medicina che comprende tutti gli aspetti relativi alle trasfusioni di sangue ed emocomponenti, compresi gli aspetti legati all'emovigilanza. Comprende i problemi riguardanti le donazioni di sangue, l'immunoematologia e gli altri test di laboratorio per le malattie trasmissibili nelle trasfusioni, la gestione e il monitoraggio delle pratiche trasfusionali, la gestione del sangue dei pazienti, l'aferesi terapeutica, gli emoderivati, la raccolta delle cellule staminali ematopoietiche, la terapia cellulare e la coagulazione. Anche la gestione del laboratorio e la comprensione delle normative relative agli emoderivati assumono parte rilevante.
Nella maggior parte dei paesi, gli specialisti di immunoematologia e medicina trasfusionale forniscono pareri sulle trasfusioni massive, sulle trasfusioni difficili o incompatibili e sull'uso razionale di terapie specializzate con emoderivati come il sangue irradiato, prodotti leucodepleti o lavati.
Il centro delle donazioni di sangue è la struttura che raccoglie gli emocomponenti dai donatori di sangue selezionati, sia sangue intero o componenti separati tramite l'aferesi come plasma o piastrine da soli. Queste componenti vengono quindi sottoposte a procedure come il frazionamento, i test e la ridistribuzione. I test includono la determinazione del gruppo sanguigno e il test per le malattie infettive (qualificazione biologica). Il sangue intero viene separato in globuli rossi, piastrine e plasma, mentre il plasma può essere ulteriormente raffinato in componenti separate come l'albumina, concentrati dei fattori della coagulazione e immunoglobuline. La banca del sangue è quella sezione del laboratorio clinico in cui i tecnici di laboratorio immagazzinano e distribuiscono gli emocomponenti.
Entrambe le aree sono in genere supervisionate da uno specialista in medicina trasfusionale. La medicina trasfusionale è nata come ramo della patologia clinica, tuttavia il campo si è ora esteso a una specialità clinica, attuatta in ospedale.
Per garantire la sicurezza degli emocomponenti devono essere predisposte procedure disciplinate e sistemi di controllo della qualità che coprano tutti gli aspetti della catena trasfusionale, dalla donazione agli esiti della trasfusione. All'interno degli ospedali, sono istituiti comitati trasfusionali per garantire pratiche trasfusionali ospedaliere sicure, così come la conformità agli standard e alle linee guida, la revisione delle reazioni trasfusionali e la gestione delle scorte di sangue. Questi comitati multidisciplinari sono composti da specialisti in medicina trasfusionale, infermieri trasfusionali, scienziati di laboratorio, clinici e personale della direzione dell'ospedale e del team di qualità.

## Storia
Nel 1628, il medico inglese William Harvey scoprì che il sangue circola nel corpo. Poco dopo fu tentata la prima trasfusione di sangue. Nel 1665, un altro medico inglese, Richard Lower attuò con successo trasfusioni di sangue tra cani per mantenerli in vita.
Karl Landsteiner è riconosciuto come il padre della medicina trasfusionale: a lui è attribuita la prima classificazione del sangue umano nei quattro gruppi del sistema AB0.